# Playa de Zarauz
La playa Zarauz está situada entre la desembocadura de la regata de Inurritza o San Pelayo y la punta de Iteico, en el Palacio de Narros, en el municipio guipuzcoano de Zarauz, País Vasco (España).
En esta playa se realizan campeonatos de surf.